# Södra Sutarebo naturreservat
Södra Sutarebo naturreservat är ett naturreservat i Halmstads kommun i Hallands län.
Området är naturskyddat sedan 2025 och är 51 hektar stort. Reservatet ligger öster om Gyltigesjön och består av blandade lövskogar.